# France Football
France Football (kurz FF) ist eine Fußball-Fachzeitschrift aus Frankreich. Die erste Ausgabe erschien am 8. Januar 1946. Anfangs enthielt FF auch das offizielle Verlautbarungsorgan des französischen Verbandes FFF, France Football Officiel. Ende 1947 erwarb Jacques Goddet das Blatt; im 21. Jahrhundert gehört es zur Amaury-Gruppe, die zahlreiche Printmedien herausgibt, aber auch als Sportveranstalter (Amaury Sport Organisation) bekannt ist. Internationale Bekanntheit erlangte die Fachzeitschrift durch den Ballon d’Or, mit dem von 1956 bis 2006 „Europas Fußballer des Jahres“ und seit 2007 der „Weltfußballer des Jahres“ ausgezeichnet wird.
Jenseits des Rheins wird France Football oft als „Bibel des Fußballs“ bezeichnet. Sitz von Verlag und Redaktion ist Paris; die Redaktion steht unter der Leitung von Denis Chaumier, der zum Jahreswechsel 2007/08 dieses Amt von Gérard Ernault übernahm.

## Geschichte
France Football ging aus der Zeitschrift Football hervor, die zwischen 1927 und 1944 erschien und ebenfalls zeitweise das semi-offizielle Presseorgan der FFF war. Anfangs erschien FF auf normalem Zeitungspapier und ausschließlich im Schwarz-Weiß-Druck; ab Februar 1977 (Einführung zunächst der Titelseite in Farbe) entwickelte sie sich mehr und mehr zu einer Illustrierten mit zahlreichen, großflächigen Farbfotos. Ihre verkaufte Auflage entwickelte sich parallel dazu von 120.000 (1975) auf 213.000 Exemplare (2004).
Von 1974 bis 1982 sowie von 1997 bis 2013 erschienen wöchentlich zwei Ausgaben (dienstags und freitags) – wobei die Freitagsausgabe von 1978 bis 1982 den Namen France Foot 2 trug –, seit April 2013 nur noch die Dienstagsausgabe. Mit der Nummer 3587 vom 21. Januar 2015 wurde dieser Erscheinungstag auf den Mittwoch umgestellt.

## Auszeichnungen
- France Football organisiert nach einer Idee von Gabriel Hanot seit 1956 die (kalender)jährliche Wahl des Gewinners des Ballon d’Or („Goldener Ball“) für den besten europäischen (seit 2007 den weltbesten) Fußballer; dazu gab aus jedem europäischen Land die Redaktion einer Sportzeitung ihre Stimme für Spieler von einer Vorschlagsliste ab, die die FF-Redaktion zusammenstellte. Bis 1995 war die Auswahl auf Spieler aus einem UEFA-Mitgliedsland beschränkt; seither standen alle Spieler zur Auswahl, die – gleich, welcher Nationalität – in einem europäischen Verein spielen. Seit 2007 können Spieler aller Vereine auf der Welt gewählt werden, sodass der Ballon d’Or seither den „Weltfußballer des Jahres“ ehrt. Auf einer der Oscar-Verleihung nicht unähnlichen Veranstaltung Ende November (seit 2016 Dezember) wurde der jeweilige Sieger der Wahl öffentlich bekanntgegeben. Zwischen 2010 und 2015 nahm France Football gemeinsam mit der FIFA die Wahl zum FIFA Ballon d’Or vor, sodass der „Goldene Ball“ den Status des offiziellen Weltfußballers erhielt. Die Kooperation wurde nach Streitigkeiten mit dem neuen FIFA-Präsidenten Gianni Infantino jedoch nicht verlängert. Der Ballon d’Or gilt jedoch weiterhin als prestigeträchtiger als die Wahl zum FIFA-Weltfußballer des Jahres.[4]
- Seit 1970 hat FF eine vergleichbare Wahl auch für die Fußballer Afrikas durchgeführt; dieser Wettbewerb wird seit 1985 durch den Afrikanischen Fußballverband organisiert.
- In Frankreich selbst vergibt France Football eine ganze Reihe von Auszeichnungen:
  - Die Étoile d’Or („Goldener Stern“) saisonweise für denjenigen Spieler in Frankreich, der in der Summe seiner Bewertungen (0 bis 6 Sterne) während jedes einzelnen Spieltags die beste Gesamtnote erhält; hierbei wird seit einigen Jahren zwischen Torhüter und Feldspielern differenziert.
  - Der französische „Fußballer des Jahres“ (seit 1963) wird für das Kalenderjahr gewählt; das können seit 1996 auch im Ausland spielende Franzosen sein. Seit 2001 wird dieser nicht mehr von der Redaktion, sondern von den bisherigen Laureaten selbst gewählt.
  - Seit 1970 erfolgt die Auszeichnung für den französischen Fußballtrainer des Jahres.
  - Im 21. Jahrhundert finden außerdem in den Kategorien „bester Verein“, „bester Schiedsrichter“, „bester Vereinsfunktionär“, „beste Jugendmannschaft“ und „beste Nachwuchsarbeit“ für die Vereine der beiden höchsten Spielklassen (Ligue 1 und Ligue 2) Auszeichnungen statt.
- 2018 wurde der Ballon d’Or féminin für die Weltfußballerin des Jahres eingeführt, der in Konkurrenz zur FIFA-Weltfußballer des Jahres (seit 2001) trat. Zwischen 2010 und 2015 hatten France Football und die FIFA mit dem FIFA Ballon d’Or gemeinsam die Weltfußballerin geehrt.
- Seit 2018 ehrt France Football mit der Kopa-Trophäe den weltbesten U21-Spieler des Jahres. Ein vergleichbarer Preis ist der Golden Boy von Tuttosport, der jedoch nur Spielern offen steht, die in Europa spielen.
- 2019 schuf France Football die Jaschin-Trophäe für den „Welttorhüter des Jahres“. Die Auszeichnung trat damit in Konkurrenz zum IFFHS-Welttorhüter des Jahres (seit 1987) und FIFA-Welttorhüter des Jahres (seit 2017).
- 2020 wurde aufgrund der COVID-19-Pandemie kein Goldener Ball vergeben. Eine Jury nominierte stattdessen das Ballon d’Or Dream Team – eine fiktive beste Mannschaft aller Zeiten.[5]
- 2021 führte France Football die Gerd-Müller-Trophäe ein. Vergeben wird diese an den Spieler, der die meisten Tore in einer Saison schießt. France Football zählt dabei sowohl Tore für den Verein als auch die Nationalmannschaft, was die Gerd-Müller-Trophäe vom Goldenen Schuh unterscheidet, der sich nur auf Liga-Tore bezieht.
- 2022 verlieh France Football erstmals den Sócrates-Preis. Dieser wird vergeben an einen Spieler oder eine Spielerin für ihr soziales Engagement. Benannt ist der Preis nach dem brasilianischen Mittelfeldspieler Sócrates, der bekannt wurde für seine Opposition zur brasilianischen Militärdiktatur und als Vorkämpfer für die Demokratie in Brasilien.

Diese Liste ebenso wie die Tatsache, dass die Zeitschrift zwar über die höchsten fünf nationalen Männerspielklassen, aber lediglich über die oberste Liga des Frauenfußballs berichtet, verdeutlichen, weshalb in Frankreich gelegentlich die einseitige Ausrichtung von France Football auf den Männerfußball kritisiert wird.